# Balduí III d'Hainaut
Balduí III, nascut el 1088, mort el 1120, va ser comte d'Hainaut de 1098 a 1120. Era fill de Balduí II, comte d'Hainaut, i d'Ida de Lovaina.
El seu matrimoni li va aportar l'esperança d'una ajuda per conquerir el Comtat de Flandes, comtat del qual el seu pare havia estat desposseït per Robert el Frisó. Es va formar una coalició al voltant de l'emperador Enric V contra Robert II de Flandes, el nou comte de Flandes. El van atacar el 1105, però van ser vençuts, i Balduí li va haver de cedir Cambrai (1110). Després de la mort de Balduí VII de Flandes, Balduí va entrar en una coalició contra el seu successor Carles el Bo de Dinamarca, però que no va tenir més èxit que la precedent. Va morir poc després d'un accident de caça.

## Matrimoni i fills
Es va casar el 1107 amb Violant de Gueldre, filla de Gerard I Flamini, comte de Gueldre i de Wassemberg. Van tenir:
- Balduí IV el Constructor (1108 † 1171), comte d'Hainaut

- Gerard († 1166), comte de Dale

- Gertrudis, casada a Roger III de Tosny († 1162)

- Riquilda, casada amb Thierry o Teodoric d'Avesnes († 1106), i després a Eberard II Radul († 1160), burggravi de Doornic (Tournai).

## Font
- Baudouin III (comte de Hainaut), a Wikisource
- J-J. de Smet, «Baudouin III», Académie royale de Belgique, Biographie nationale, vol. 1, pàg. 808
- Baudouin III a la Foundation for Medieval Genealogy